# گمینا نگپووومیتسه
گمینا نگپووومیتسه (به لهستانی:  Gmina Niepołomice) یک گمینا در لهستان است که در شهرستان ویلیچکا واقع شده‌است. گمینا نگپووومیتسه ۹۵٫۱ کیلومتر مربع مساحت و ۲۲٬۱۶۸ نفر جمعیت دارد.